# Vitaminbrist
Vitaminbrist innebär att man har brist på vitaminer i kroppen. Vi behöver en mängd vitaminer dagligen för att våra kroppar ska fungera som de ska och om vi inte får i oss denna mängd kan vi på sikt drabbas av olika hälsoproblem. Det finns idag 13 olika vitaminer som räknas som livsnödvändiga, fyra av dessa är fettlösliga (vitamin A, vitamin D, vitamin E och vitamin K) och nio är vattenlösliga.

## Symptom
- A-vitaminbrist (Retinol) A-vitamin behövs för att bibehålla bra syn, hud och slemhinnor. Den har också en roll i tillväxten. Det är idag väldigt ovanligt med brist på A-vitamin i Sverige. Men i övriga världen är problemet stort och kan bidra till bland annat nattblindhet. A-vitamin hittar du bland annat i smör och mjölkprodukter men störst koncentration finns i lever.[1] Man kan även få vitamin A från gröna, röda och gula grönsaker, färggranna frukter, och fiskleverolja. För mycket vitamin A kan vara giftigt.[4]
- B1-brist (Tiamin) Vitamin B1 hjälper till i omsättningen av kolhydrater. Symptomen vid B1-brist är nedsatt aptit och trötthet och kan även ge koncentrationssvårigheter. Relativt ovanligt i Sverige men ses hos alkoholister där man kan drabbas av beriberi, som är en nervsjukdom.[5]
- B2-brist (Riboflavin) B2 behövs för förbränningen av fett, kolhydrater och protein. Brist på B2 kan bidra till hud- samt slemhinneförändringar och i visa fall irritation i ögonen.[6] Se huvudartikel: vitamin B2-brist.
- B3-brist (Niacin) Kan ge sömnproblem och nedsatt aptit. Vid allvarlig brist kan man drabbas av pellagra.[7]
- B5-brist (Pantotensyra) Vid brist på B5 kan man drabbas av nedstämdhet, nedsatt funktion av binjurarna, oro, trötthet, lågt blodtryck och olika ledsjukdomar.
- B6-brist (Pyridoxin) Kan ge neurologiska symptom, blodbrist samt olika hudförändringar.[8]
- B7/B8-brist (Biotin) Att drabbas av B8-brist är inte så vanligt, men om man drabbas kan man få försämrad aptit, eksem och torr hud, illamående, hjärtproblem, muskelsmärtor och håravfall.[9]
- B9-brist (Folsyra) Ger minnesproblem, försämrad matsmältning, irritabilitet och isolation. Drabbas man av en allvarlig brist på B9 kan man drabbas av infertilitetsproblem och hjärnskador. Vanligt med brist hos alkoholister och havande kvinnor. Gravida kvinnor rekommenderas att ta tillskott på B9 under början av graviditeten för att förhindra ryggmärgsbråck hos det ofödda barnet.[2][10] Se huvudartikel: folsyrabrist.
- B12-brist (Kobalamin) Vid B12-brist kan man drabbas av perniciös anemi, en svårare form av blodbrist. Man kan även drabbas av neurologiska symptom.[11] Se huvudartikel: vitamin B12-brist.
- C-vitaminbrist (Askorbinsyra) Brist på C-vitamin är inte så vanligt i Sverige men om man drabbas av det så kan man få problem med trötthet, irritation och svaghetskänsla i kroppen. Drabbas man av en allvarligare brist kan det leda till skörbjugg.[12] Vitamin C skyddar även cellerna från skada. Man kan få denna vitala näring från frukter och grönsaker speciellt citrusfrukter, papayas, stark chili, potatisar, broccoli och sötpotatisar.[4]
- D-vitaminbrist (Kalciferol) Kan orsaka missformningar i skelett samt benuppmjukning eftersom den tillåter benen att absorbera kalcium. Barn upp till två år och äldre som inte vistas utomhus i någon större utsträckning behöver D-vitamintillskott.[2][13] Det finns två typer av vitamin D. Vitamin D-2 hittar man i äggula, fet fisk, mjölk med tillsatta vitaminer och lever. Vitamin D-3 skapas av kroppen när skinnet träffas av solljus.[4]
- E-vitaminbrist (Alfatokoferol) Inga kända tecken på E-vitaminbrist är rapporterade.[14]
- K-vitaminbrist Brist på K-vitamin är idag väldigt ovanligt och redan när man föds får man en injektion med K-vitamin för att förhindra blödningar hos det nyfödda barnet.[15]

## Förebyggande
För att minska riskerna att drabbas av vitaminbrist är det viktigt med en välbalanserad och allsidig kost. Dessutom kan det vara värt att ta ett kosttillskott som innefattar alla vitaminer och mineraler eftersom de arbetar tillsammans och alla har sin funktion i kroppen.